# Cryonisme
Cryonisme (in het Engels: cryonics) is een procedure waarbij mensen die klinisch dood zijn, worden ingevroren. Meestal wordt daarbij het hele lichaam bewaard, maar soms worden ook alleen de hersenen bewaard. Het te bewaren weefsel wordt zo behandeld dat het in principe onbeperkt houdbaar blijft. Mensen die deze procedure ondergaan, hopen dat de wetenschap zich in de toekomst zo ver zal ontwikkelen dat ze later weer tot leven kunnen worden gebracht. 
Het bevriezen van kleine hoeveelheden menselijk weefsel en het levensvatbaar ontdooien is mogelijk en wordt klinisch toegepast in bijvoorbeeld de in-vitrofertilisatie. Grotere weefselmonsters en organen gaan echter al bij het invriezen kapot, doordat ijskristallen de celmembranen doorboren. Het cryonische proces probeert de vorming van (grotere) ijskristallen tegen te gaan en een glasovergang (vitrificatie) te bereiken.
De hoop op een betere toekomst of ook de hoop dat de nu dodelijke ziekte dan kan worden genezen, zijn redenen die worden aangevoerd voor cryonisme.

## Beschrijving

### Cryonisten en cryonauten
Mensen die na hun dood gecryoniseerd willen worden, noemt men cryonisten. Mensen die al gecryoniseerd zijn, heten cryonauten. Bedrijven die zich bezighouden met cryonisme – bedrijven waar mensen zich kunnen laten cryoniseren – spreken meestal van patiënten. In Europa is cryonisme nog niet zo populair en zijn er enkele honderden mensen met een contract voor de procedure – het aantal cryonisten in Nederland bedraagt tussen de 10 en 20. In de Verenigde Staten is cryonisme wel bekend; hier zijn ook de bedrijven gevestigd waar mensen zich kunnen laten cryoniseren. In Rusland werd in 2005 KrioRus opgericht.

### Identiteit behouden
Mensen die zich laten cryoniseren zijn klinisch dood. Hun hart is gestopt met kloppen, maar de hersenen mogen niet afsterven. Cryonisten gaan ervan uit dat de persoon (persoonlijkheid, karakter, kennis) zich in de hersenen bevindt. Zijn de hersenen eenmaal afgestorven, dan heeft cryoniseren weinig zin. Om cryonisme een kans van slagen te geven, moet zo snel mogelijk na het overlijden de procedure gestart worden. Niet alleen de hersenen mogen niet afsterven, het lichaam zelf moet ook (enigszins) intact zijn. Een lichaam dat zwaar beschadigd is door bijvoorbeeld een ongeluk of een brand kan niet meer worden gecryoniseerd. Op dit moment kan geen enkel lichaam straffeloos worden gecryoniseerd en ontdooid. Al direct bij het cryonisatie ontstaat weefselschade. De cryonisten hopen echter dat de medische wetenschap op termijn ook die schade kan herstellen.

### Geschiedenis
In 1964 publiceerde Robert Ettinger het boek 'The Prospect of Immortality', in het Nederlands vertaald als 'De Diepvriesmens'. Dit boek zorgde dat mensen interesse kregen in cryonisme. In het boek legt Ettinger uit waarom cryonisme kan werken en om zijn bewering te staven haalt hij verschillende experimenten aan en wijst hij op het feit dat sommige insecten en lagere diersoorten zich tijdens de wintermaanden invriezen en spontaan ontdooien in de lente. Het blijkt dat deze organismen hun eigen antivries aanmaken: glycerol. Ettinger was voor het eerst op het idee gekomen door een sciencefictionverhaal uit zijn jeugd, 'The Jameson Satellite' van Neil R. Jones uit 1931. In dit verhaal wordt iemand die is ingevroren na miljoenen jaren tot leven gewekt door buitenaardse wezens. Ettinger schrijft vervolgens zelf een sciencefictionverhaal: 'The Penultimate Trump' (1948). Hierin figureren geen buitenaardse wezens, maar toekomstige wetenschappers. Dit boek werd weer gevolgd door een semiwetenschappelijke boek dat nu beschouwd wordt als de bijbel der cryonisten.

### Cryonismeproviders
In 1965 werd de eerste Cryonics Service Provider opgericht: de Cryonics Society of New York (CSNY), gevolgd door de Cryonics Society of Michigan (CSM) en de Cryonics Society of California (CSC) in 1966. Het was de CSC die in 1967 de eerste cryonaut invroor: James H. Bedford, een hoogleraar psychologie. Na Bedford volgden nog zes mensen. Helaas, door chronisch geldgebrek kwam het CSC in de problemen; het vloeibare stikstof werd niet op peil gehouden, waardoor de gecryoniseerde lichamen gingen rotten. In 1972 wordt het bedrijf Alcor opgericht door twee oud-leden van CSC. Alcor handelt professioneler dan zijn voorgangers en bouwt een reputatie op dat ze op wetenschappelijk verantwoorde wijze te werk gaan. In de jaren 70 verschenen er meer bedrijven die zich met cryonisme gingen bezighouden, zoals het Cryonics Institute (1976) en de American Cryonics Society. Uit deze laatste organisatie kwam TransTime voort, de eerste commerciële provider. Cryonics was - en is nog steeds - voornamelijk een Amerikaanse aangelegenheid. In 2001 wordt de European Cryonics Support Group opgericht, zodat ook Europeanen lid kunnen worden van Alcor. Sinds 2006 kan men zich ook laten cryoniseren bij KrioRus, een Russische cryonismeorganisatie die banden heeft met het Cryonics Institute.

### Cryonisme in Nederland
In 2002 werd in Nederland de vereniging Dutch Cryonics Organisation of kortweg D.C.O. opgericht, ter ondersteuning van Nederlandse cryonisten. Voor het toetreden als volwaardig lid is het noodzakelijk dat men een contract heeft bij een bestaande cryonismeprovider. De vereniging heeft tussen de 10 en 20 leden, en voert de voorbereidingsprocedure voor een cryogene suspensie uit in Nederland, in samenwerking met vaste begrafenisondernemers, alvorens de patiënt per vliegtuig naar de juiste cryonismeprovider te verzenden. De patiënt wordt hierbij al in Nederland gevitrificeerd en gekoeld tot de temperatuur van droog ijs, -78.5 °C. Het vliegtransport met droog ijs vindt plaats in een hiervoor speciaal ontwikkelde, sterk geïsoleerde transportvoorziening, welke de patiënt gedurende de reis op -78.5 °C gevitrificeerd houdt, voor een reisduur van maximaal vijf dagen. Het gemiddelde transport duurt korter, gemiddeld tussen 12 en 24 uren. Bij aankomst bij de cryonismeprovider wordt de patiënt verder gekoeld tot -196 °C, met een snelheid van ongeveer -1 °C per uur, om vervolgens in vloeibare stikstof te worden geplaatst. 
In 2009 is de eerste Nederlander in suspensie geplaatst bij de Russische cryonismeprovider KrioRus. Dit is tot op heden de enige Nederlander die de procedure heeft ondergaan. 
Leden van Dutch Cryonics Organisation bezoeken voor training de in Engeland gevestigde cryonismevereniging Cryonics UK minimaal twee keer per jaar en beschikken in Nederland over noodzakelijke basisapparatuur en vitrificatievloeistof voor het initiëren van de procedure. De vitrificatieprocedure wordt in Nederland uitgevoerd door een vaste begrafenisondernemer, nadat de noodzakelijke wettelijke formaliteiten rondom een overlijden in acht zijn genomen. Leden van respectievelijk Dutch Cryonics Organisation, Cryonics UK en de Duitse cryonismevereniging Cryonics Germany staan daarnaast 24 uur per dag stand-by voor het verlenen van onderlinge assistentie.
Het is ook mogelijk voor een Nederlander om ruim voorafgaand aan overlijden, mits in geschikte fysieke conditie, te verplaatsen naar de directe omgeving van de in het buitenland gevestigde cryonismeprovider.

### Procedure
Zodra een arts de dood heeft geconstateerd, wordt de patiënt aangesloten op een hart-longmachine om de circulatie van het bloed en zuurstof weer op gang te brengen. Zo wordt voorkomen dat hersencellen afsterven. Zodra de circulatie weer op gang is, wordt begonnen met het toedienen van heparine, een anti-stollingsmiddel. Ondertussen wordt begonnen met het koelen door de patiënt in ijs in te pakken. Verder wordt het bloed vervangen door een oplossing om het lichaam en de verschillende organen zo goed mogelijk te conserveren. Als de patiënt gekoeld is tot 0 °C wordt het tijdelijke middel vervangen door een soort antivriesmiddel. De patiënt wordt verder afgekoeld tot de temperatuur van vloeibaar stikstof (-196 °C).
Dit bevriezen moet heel langzaam gebeuren om schade zo veel mogelijk te beperken. Na invriezen wordt de patiënt opgeslagen in een zogenaamde 'dewar', een soort thermosfles die gevuld wordt met vloeibaar stikstof. Doordat de stikstof verdampt moet het geregeld worden aangevuld. In de meeste gevallen worden patiënten in hun geheel ingevroren, maar ook alleen het invriezen van het hoofd is mogelijk. Mensen die dit laten doen, hopen dat de wetenschap op termijn zo ver is dat men ofwel een nieuw, jong en verbeterd lichaam kan laten klonen, de hersenen in een kunstmatig (niet-organisch) lichaam worden overgezet, of dat ze worden gescand en 'geüpload' in een computer.

### Kosten en risico’s
Cryonisatie kost tussen de 10.000 en 200.000 dollar, afhankelijk van o.a. de locatie (land) en complexiteit van de procedure. Cryonisten sluiten vrijwel altijd een levensverzekering af, die op termijn de kosten moet dekken. Door deze constructie is cryonics ook betaalbaar voor mensen met een relatief bescheiden inkomen, en niet alleen voor de (super)rijken, zoals nogal eens wordt gedacht. Het is helemaal niet zeker dat het lichaam ooit zonder schade ontdooid kan worden, al kunnen we er wel van uitgaan dat men niet zal proberen om mensen te ontdooien voordat men hiervoor betrouwbare, via dierproeven of computermodellen geteste technieken heeft ontwikkeld. Bij de cryonisatie zelf worden vele of zelfs alle cellen beschadigd, al is deze schade tegenwoordig door verbeterde suspensieprotocollen en chemicaliën (vitrificatie) veel geringer dan vroeger. Is de cryonaut eenmaal ontdooid, dan is het niet zeker dat hij of zij tot leven gewekt kan worden, en dat zijn of haar identiteit het proces heeft overleefd. Ook kan een lichaam door fouten tussentijds ontdooien, waardoor het hele proces voor niets is geweest. Cryonisten zijn zich bewust van die risico’s, maar ze zeggen: "beter een (betrekkelijk) kleine kans dan helemaal geen kans." Immers, het ergste wat er kan gebeuren is dat je net zo dood blijft als degenen die zich lieten begraven of cremeren. Werkt cryonics echter wél, dan kun je mogelijk nog heel lang van het leven genieten.

## Cryonisme in fictie
Cryonisme speelt in tal van met name sciencefiction-verhalen een rol. Vaak wordt het in deze verhalen gebruikt als manier om een personage uit het ene tijdperk in een ander, futuristisch, tijdperk te doen belanden.
Een van de eerste werken waarin cryonisme voorkomt is A Thousand Deaths (1899) van V. Mayakovsky's "Klop". Ook H.P. Lovecrafts "Cool Air" (1928) en Edgar Rice Burroughs' "The Resurrection of Jimber-Jaw" (1937) verkennen het concept van cryonisme. Ook in het boek (en film) 2001: een ruimte-odyssee (boek 1971) spreekt men over ‘hibernatie’, een vorm van cryonisme. Een andere film is Demolition Man (1993) waarin Sylvester Stallone, Sandra Bullock en Wesley Snipes een hoofdrol in spelen. Verder is cryonisme te zien in de films Avatar, Passengers en Interstellar.
De tekenfilmserie Futurama gaat over een pizzakoerier die per ongeluk ingevroren wordt om vervolgens in het jaar 3000 te ontwaken en daar allerlei avonturen te beleven.